# Opactwo Zwiastowania Najświętszej Maryi Pannie w Clear Creek
Opactwo Zwiastowania Najświętszej Maryi Pannie w Clear Creek – męski klasztor benedyktyński w Hulbert, w Stanach Zjednoczonych, ufundowany w 1999 roku. Sprawuje się tam liturgię w klasycznej formie rytu rzymskiego. Należy do Kongregacji Solesmeńskiej.

## Historia
Początki wspólnoty sięgają grupy amerykańskich studentów, która w latach 70. XX wieku wstąpiła do klasztoru Matki Bożej w Fontgombault, aby w przyszłości powrócić do Stanów Zjednoczonych i założyć tam klasztor. Stało się to w 1999 roku, gdy siedmiu z nich, wraz z pięcioma mnichami francuskimi, przybyło do Hulbert, w stanie Oklahoma, na zaproszenie ordynariusza Tulsy, biskupa Edwarda Jamesa Slattery’a.
Mnisi zamieszkali na terenie byłego gospodarstwa wiejskiego, gdzie rozpoczęli budowę klasztoru i kościoła, która dotychczas nie została zakończona.
W 2010 roku wspólnota otrzymała status niezależnego opactwa, a dotychczasowy przeor, ojciec Phillip Anderson został mianowany opatem.

## Opaci klasztoru
- Dom Phillip Anderson (od 2010)